# Broad Peak
Broad Peak (đỉnh rộng; tiếng Urdu: بروڈ پیک) là ngọn núi cao thứ 12 trên thế giới ở độ cao 8.051 m (26.414 ft) trên mực nước biển. Việc dịch chữ "Broad Peak" sang Falchan Kangri theo nghĩa đen (ཨི ྰན་ ཨངརི་) không được người Balti chấp nhận . Tên tiếng Anh được giới thiệu vào năm 1892 bởi nhà thám hiểm Martin Conway của Anh, được đặt theo tên ngọn núi Breithorn tương tự ở dãy Alps.

## Địa lý
Broad Peak là một phần của dãy núi Gasherbrum ở Baltistan nằm trên biên giới Pakistan và Trung Quốc. Nó nằm trong dãy núi Karakoram, cách khoảng 8 km (5,0 dặm) từ K2. Nó có một đỉnh cao dài hơn 1,5 km (0,93 dặm), do đó được gọi là "Broad Peak".
Núi có nhiều đỉnh: Broad Peak (8051 m), Rocky Summit (8028 m), Broad Peak Central (8011 m), Broad Peak North (7490 m), và Kharut Kangri (6942 m).

## Lịch sử leo núi
Cuộc leo núi lên đỉnh đầu tiên của Broad Peak được thực hiện giữa ngày 8 đến 9 tháng 6 năm 1957 bởi Fritz Wintersteller, Marcus Schmuck, Kurt Diemberger, và Hermann Buhl thuộc đoàn thám hiểm của Áo do Marcus Schmuck dẫn đầu. Một nỗ lực đầu tiên của nhóm đã được thực hiện vào ngày 29 tháng 5, nơi Fritz Wintersteller và Kurt Diemberger đạt tới đỉnh trước (8.030 m). Điều này cũng được hoàn thành mà không có sự trợ giúp của oxy bổ sung, những người khiên vác lên cao hay sự hỗ trợ của trại căn cứ.

Cùng một cuộc thám hiểm, Marcus Schmuck và Fritz Wintersteller đã lên đỉnh núi Skil Brum (7.360 m) một cách chớp nhoáng vào ngày 19 tháng 6 năm 1957 theo phong cách leo núi cao thuần trong 53 tiếng.

Hermann Buhl té chết khi ông và Diemberger cố gắng leo lên đỉnh Chogolisa (7.654 m) gần đó vào ngày 27 tháng 6 năm 1957.
Tháng 7 năm 2007, một đội leo núi người Áo đã leo lên đỉnh Broad Peak và lấy xác của Markus Kronthaler, người đã chết trên núi một năm trước, từ trên 8000 m.
Vào mùa hè 2012, năm thành viên của đoàn người Slovenia "Koroška 8000" - (do Gregor Lačen) lãnh đạo đã lên được đỉnh núi (không có oxy bổ sung và không có những người khuân vác lên cao). Họ theo con đường trong tuyết sâu từ trại 4 đến đỉnh và mở đường cho 7 người khác từ các đoàn thám hiểm khác. Họ cùng lên đỉnh vào ngày 31 tháng 7 năm 2012.
Vào ngày 5 tháng 3 năm 2013, Maciej Berbeka, Adam Bielecki, Tomasz Kowalski và Artur Małek của một đoàn leo núi người Ba Lan đã thực hiện chuyến đi mùa đông đầu tiên. Trong khi đi xuống từ đỉnh, Maciej Berbeka và Tomasz Kowalski đã không đến được Trại 4 (khoảng 7400 m) và bị loan báo là mất tích. Vào ngày 7 tháng 3, người đứng đầu chuyến viễn chinh Krzysztof Wielicki nói rằng "không có cơ hội" nào trong việc tìm kiếm cứu sống Maciej Berbeka 58 tuổi và Tomasz Kowalski, 27 tuổi. Vào ngày 8 tháng 3 cả hai nhà leo núi được tuyên bố là đã chết và cuộc thám hiểm kết thúc.
Vào tháng 7 năm 2013, một nhóm năm nhà leo núi ở Iran đã cố gắng vượt qua một tuyến đường mới từ phía tây nam. Ba trong số họ - Aidin Bozorgi, Pouya Keivan, và Mojtaba Jarahi - đã lên thành công nhưng trong suốt quá trình đi xuống, cả ba người đều bị mất tích và bị tuyyeen bố là đã chết